# Saison 2014-2015 de l'OGC Nice
Maillots
Chronologie
Saison précédente Saison suivante
La saison 2014-2015 de l'OGC Nice voit le club s'engager dans trois compétitions que sont la Ligue 1, la Coupe de France, et la Coupe de la Ligue.

## Résumé de la saison

### Avant-saison
L'OGC Nice joue 6 matchs de préparation durant l'intersaison 2014-2015.
Le premier match amical de l'intersaison se joue le 12 juillet 2014 à Divonne-les-Bains (Ain) contre les Girondins de Bordeaux (Ligue 1) qui s'impose 2-0. Ce match marque la fin du premier stage de préparation de la saison des Aiglons à Divonne-les-Bains.
Le 18 juillet, l'OGC Nice obtient le nul contre l'Étoile Football Club Fréjus Saint-Raphaël (National) à Saint-Raphaël sur le score de 0-0.
Le mercredi 23 juillet, le Gym s'incline une nouvelle fois contre le Paris Saint-Germain (Ligue 1) à Béziers (Stade de la Méditerranée) sur le score de 2-1 (but de Franck Honorat pour l'OGC Nice)
L'OGC Nice s'envole ensuite en Angleterre pour le second stage de préparation. Ils y jouent 2 matchs : le premier contre Brentford FC (D2 anglaise) où les Aiglons perdent 3-2 (buts de Neal Maupay et Lloyd Palun) et le second et avant-dernier match de préparation contre le Norwich City Football Club (D2 Anglaise) où les Niçois font face à une lourde défaite 5-1 (but de Darío Cvitanich sur pénalty)
De retour de stage, Nice termine sa série de matchs amicaux par un match de gala contre le FC Barcelone (Liga BBVA) à l'Allianz Riviera où ils font match nul (1-1) (but de Darío Cvitanich sur pénalty pour Nice et but de Xavi Hernandez sur pénalty pour le Barça).

### Championnat
Après une campagne de matchs amicaux catastrophique, le Gym reçoit le Toulouse Football Club pour le compte de la première journée. Malgré une préparation difficile et un mercato compliqué, les Niçois attaquent pied au plancher et ouvrent le score par l'intermédiaire de Darío Cvitanich, d'une superbe frappe à l'extérieur de la surface. Complètement dominés, les Toulousains marqueront toutefois deux buts dans les deux dernières minutes de la première mi-temps, rejoignant les vestiaires en tête (1-2). Preuve d'un nouvel état d'esprit chez les Aiglons, Darío Cvitanich (une deuxième fois) et l'enfant du pays, Alexy Bosetti, offriront une première victoire à l'OGC Nice (3-2). Lors de la deuxième journée, à Lorient, le Gym arrachera le match nul 0-0, grâce notamment à un très bon match de Mouez Hassen dans les buts niçois.
Lors de la troisième journée, le Gym reçoit les Girondins de Bordeaux. Après une belle entame de match et un superbe but d'Alexy Bosetti dès la 11e minute, le Gym sombre, pas aidé par les décisions arbitrales très contestables de Stéphane Lannoy (un pénalty refusé, un pénalty généreux accordé à Bordeaux, et deux buts refusés à tort), et s'incline finalement sur le score de 1-3 et glisse à la 9e place.
Une deuxième défaite de suite face à l'Olympique de Marseille (4-0) au Stade Vélodrome amène les Niçois à une 16e place après la 4e journée. Lors de la 5e journée, l'OGC Nice reçoit le FC Metz à domicile où ils s'imposent sur le fil (1-0) grâce à un but d'Alexy Bosetti à la 90e+3. Puis le Gym retombe dans la défaite à Nantes (2-1) après un match catastrophique malgré la réduction du score de Jordan Amavi sur corner en seconde mi-temps. Après ce match, le président Rivère et les supporters expriment leur mécontentement face aux performances décevantes de l'équipe.
Les Aiglons n'en restent pas là, et s'imposent à domicile à l'Allianz Riviera 1-0 face au Lille OSC (but de Mathieu Bodmer sur corner à la 44e). La satisfaction revient mais voici que le derby contre l'AS Monaco approche. À la 8e journée, les Aiglons se déplacent au Louis II et s'impose pour la première fois de la saison à l'extérieur 1-0 grâce au joueur prêté par le FC Porto, Carlos Eduardo, qui inscrit son premier but en Ligue 1 (8e sur coup franc direct) mais aussi le 100e but du Gym face à l'AS Monaco. Le club retrouve les victoires et se place dans le top 5 (5e place) avec cette victoire. Avant la 2e trêve internationale de la saison, Nice réussit  à concéder le nul à domicile contre le Montpellier Hérault Sport Club à la toute dernière minute du temps additionnel (but de Lloyd Palun).
Au retour de la trêve, un derby bouillant s'annonce à domicile entre le Gym et le SC Bastia où les Bastiais coupaient les Aiglons dans leur élan et infligeaient une défaite (courte, certes) 1-0. Au terme de cette rencontre, le gardien remplaçant du Sporting Jean-Louis Leca brandissait un drapeau de la Corse, pour dénoncer l'interdiction de déplacement de leurs supporteurs. Un geste qui n'a pas manqué de faire réagir les supporters des Aiglons, qui, à la suite de ce brandissement, sont rentrés en masse sur la pelouse pour défendre les joueurs niçois et dénoncer ce geste provocateur. Le Gym était 12e. Mais l'OGC Nice n'allait pas en rester là et le déplacement à Guingamp se profilait pour aller affronter l'En Avant de Guingamp pour le compte de la 11e journée de Ligue 1. Le 26 octobre 2014, les Aiglons vont montrer toutes leurs forces et s'imposer sur l'impressionnant score 7 à 2, grâce à un quintuplé d'un joueur que la France entière va découvrir. Ce joueur est prêté au Gym cette saison par le FC Porto, et il s'appelle Carlos Eduardo. Le milieu offensif a, certainement, fait le meilleur match de sa carrière en inscrivant cinq buts précieux, avec l'aide de ses coéquipiers Éric Bauthéac et Alassane Pléa qui vont enfoncer le clou et inscrire 2 buts.
Après cette non-qualification à domicile face à Metz en Coupe de la Ligue, les joueurs se doivent de se racheter pour leurs supporters et le staff. Mais, une tâche difficile à surmonter s'annonce pour les hommes de Claude Puel puisqu'ils reçoivent à domicile l'Olympique lyonnais et le meilleur buteur de L1 Alexandre Lacazette qui va d'ailleurs en inscrire deux après l'ouverture du score niçoise par Grégoire Puel, qui a inscrit le premier but en Ligue 1 de sa carrière, et le but d'égalisation de Steed Malbranque. Le Gym continue de chuter au classement et doivent gagner pour le déplacement à Annecy pour y affronter l'Évian Thonon Gaillard Football Club, concurrent pour le maintien en L1. Et tout ne va pas se passer comme prévu puisque le club va s'incliner sur un somptueux coup-franc direct de Daniel Wass. Le Gym ne va pas bien, et ne joue pas bien. Le Gym reçoit, ensuite, le Stade de Reims à la maison et espère gagner 3 points devant ses supporteurs. Mais un match ennuyeux, sans de véritables occasions, se profile et Nice décroche le nul 0-0. Un bon point qui ne suffit pas aux Aiglons pour terminer dans la première partie de tableau (leur objectif) avant la trêve de Noël. Et ce n'est pas le match suivant qui va leur être bénéfique puisqu'il se déplace sur la pelouse du Parc des Princes pour y affronter le Paris Saint-Germain Football Club de Laurent Blanc, champion en titre de L1. Et les Niçois vont mettre les Parisiens en danger tout au long du match mais s'incline cruellement sur un pénalty de Zlatan Ibrahimović. Le mois de novembre s'achève sans aucune victoire, sur la lignée du match de Coupe de la Ligue qui les a totalement découragés.
Décembre. Dernier mois avant la trêve de Noël. Quatre matchs pour revenir dans la première partie de tableau. Nice reçoit pour le premier match le Stade rennais football club et les Rennais vont inscrire un but d'entrée de jeu à la 12e minute par Paul-Georges Ntep et enfoncer le clou au début de la seconde mi-temps grâce à Anders Konradsen, mais la réduction du score à la 83e de Darío Cvitanich n'arrangera pas les choses et le Gym, encore une fois, s'inclinera pour une chute au classement qui dure encore et encore. Nice doit reprendre son destin en main, s'il veut éviter la Ligue 2, et se déplace sur la pelouse du champion de France de L2 en 2013-2014, le Stade Malherbe de Caen. Jordan Amavi ouvre le score sur un coup-franc de Bauthéac qu'il arrive à détourner d'une magnifique tête croisée mais Nice se fait rattraper au score grâce à un pénalty de Mathieu Duhamel et se fait même mené grâce un contre magnifiquement exploité juste avant la mi-temps de Lenny Nangis. Au retour du vestiaire, les Aiglons essayent d'égaliser et y parviennent grâce à un pénalty accordé aux Rouge-et-Noir, et c'est Éric Bauthéac qui le transforme. 2-2. Et le Gym arrivera à décrocher sa première victoire depuis 2 mois grâce à un dernier but à la 74e signé Alassane Pléa. Réception de Saint-Étienne qui arrive et dernier match à domicile de l'année civile 2014, les Aiglons voudraient prendre au minimum 1 point et c'est ce qu'ils ont réussi à faire en gardant un score nul et vierge 0-0. Dernier déplacement à Amiens, au stade de la Licorne face au RC Lens et une cinglante défaite juste avant la trêve face au dernier de L1 2-0.
Janvier. Les matchs retours débutent. Après le premier match en Coupe de France, perdu contre Valenciennes Football Club (2-0) et donc éliminé en 32èmes de finales, le mois de janvier a été accompagné d'exploits et de victoires très précieuses où les Aiglons remontent jusqu'à la 8e place à la fin du mois. Le premier match se joue à domicile, face au FC Lorient, concurrent pour le maintien. Les Aiglons commencent mal le match et encaissent un but de Benjamin Jeannot dès la 7e minute. Mais les Aiglons se ressaisissent grâce à un pénalty concédé par Lorient. C'est Éric Bauthéac, le tireur habituel des penaltys, qui transforme celui-ci et remet le Gym dans le droit chemin. À noter que pour ce match, Claude Puel a innové dans la composition d'équipe en plaçant Bauthéac, milieu gauche, à droite et Eysseric, milieu offensif droit, à gauche, en inversant les pieds. Le Gym ne veut pas en rester là et c'est l'attaquant-supporter niçois Alexy Bosetti qui va inscrire le deuxième but pour son équipe. Nice enchaîne les bonnes passes et les mises en danger dans la surface lorientaise et, à la deuxième mi-temps, l'homme du match (provocateur du pénalty, passeur décisif) brésilien Carlos Eduardo va inscrire le 3e et dernier but pour l'OGC Nice. Ce sont les Girondins de Bordeaux, qui vont accueillir le Gym, pour le deuxième match en championnat de ce mois de janvier qui a très bien commencé pour les joueurs de Claude Puel. Bordeaux est favori pour ce match et c'est évidemment Nice qui va déjouer les pronostics en marquant 2 buts en seconde mi-temps grâce à Alassane Pléa et Jordan Amavi. Même si les Girondins avaient ouvert le score par Diego Rolán sur pénalty, c'est bien le Gym qui s'impose à l'extérieur pour la première fois de cette année civile 2015. Le rendez-vous qui suit semble encore moins surmontable car c'est l'Olympique de Marseille qui est reçu à l'Allianz Riviera pour un derby du Sud très chaud entre le leader et le 9e. Les deux équipes sont au coude-à-coude car le score est encore nul et vierge à la mi-temps mais c'est en début de deuxième mi-temps que Nice va frapper un grand coup sur la tête des Marseillais grâce au premier but de Romain Genevois en L1. Et Nice n'en a pas fini car c'est grâce au premier but, encore, de Niklas Hult en Ligue 1. Même si Florian Thauvin a réduit l'écart, le Gym enchaîne une 3e victoire d'affilée et monte à la 8e place au classement avant un déplacement à Metz. C'est à Metz d'ailleurs que le Gym va décrocher son premier nul en 2015. C'est un match spécial car, sous la neige, Nice va prendre un carton rouge. Neal Maupay, qui venait à peine d'entrer en jeu, glisse sur la neige à cause d'un tacle dangereux d'un défenseur messin et, sur le coup, s'énerve et fait semblant de donner un coup de tête que l'arbitre n'a pas pardonné. Le calvaire neigeux se termine et les deux formations se quittent sur un nul frustrant 0-0.
Et une série de nuls 0-0 s'ensuivra mais sous des conditions différentes. Le premier des 2 matches, à domicile, se joue contre le FC Nantes où Carlos Eduardo inscrit un but, refusé par l'arbitre pour un hors-jeu inexistant car il était couvert par Issa Cissokho que l'arbitre assistant n'a pas vu. Le Gym n'accepte pas mais décide de se concentrer sur le déplacement qui suit chez un cador de Ligue 1, le LOSC Lille où un troisième et dernier 0-0 se joue. Mais, le même événement se produit que contre Nantes, un but de Carlos Eduardo est refusé pour un hors-jeu, encore inexistant. 2 buts refusés coup sur coup. Et le match qui va arriver n'arrangera pas les choses car le derby contre l'AS Monaco se terminera sur leur première défaite en championnat en 2015 à cause d'une bourde de Kévin Gomis qui voulait remettre dans l'axe pour son coéquipier Souleymane Diawara mais qui n'avait pas vu l'attaquant Yannick Ferreira Carrasco arrivait sur le ballon. L'attaquant monégasque n'avait plus qu'à donner le ballon à Bernardo Silva qui l'a met au fond (85e minute). Un but cruel d'autant plus que Monaco jouait à 10 contre 11 depuis la mi-temps à cause d'un mauvais tacle d'Aymen Abdennour sur Romain Genevois et que Layvin Kurzawa était sorti sur blessure depuis le début de la première mi-temps. Nice n'était pas épargné par les blessures car Lloyd Palun et Romain Genevois se blessaient à leurs tours.
Mars. Le Gym se doit de récupérer des points pour espérer se maintenir en Ligue 1. Et deux déplacements de suite les attend chez 2 rivaux du milieu de tableau : le Montpellier HSC et le SC Bastia. Le premier match, contre le 7e au classement, est très compliqué pour les hommes de Claude Puel, qui, malgré une ouverture du score sur penalty d'Éric Bauthéac, va s'incliner à cause de buts de Bryan Dabo et de Lucas Barrios qui suivront cette ouverture du score niçoise. Le derby méditerranéen s'annonce plus facile mais ne le sera pas car le Gym s'inclinera pour la 3e fois de suite sur un score de 2 buts à 1. Carlos Eduardo, le meilleur buteur de l'équipe, ouvrira le score sur une tête croisée, le corner-passe décisive est signé Bauthéac. Mais Guillaume Gillet (football) égalisera avant la mi-temps et Giovanni Sio enfoncera le clou après la mi-temps. Car le Gym jouait en infériorité numérique depuis la mi-temps, Grégoire Puel était expulsé par l'arbitre après s'être essuyé les crampons sur un Bastiais. Et le carton rouge allait sortir de nouveau en fin de match : Souleymane Diawara donnait un mauvais coup de coude sur un corner et allait laisser ses coéquipiers à 9 contre 11 pour les dernières minutes de ce match. La semaine qui suit fut riche en nouvelles dont le Gym aurait pu se passer : à cause de l'utilisation de fumigènes contre l'OM, Nice va écoper d'un huis clos, ce sera donc le troisième match sans ses supporters. Et la Ligue n'en avait pas fini car pour le match à huis clos, Souleymane Diawara était suspendu (3 matchs), de même que Grégoire Puel (2 matchs) et Valentin Eysseric (1 match). Carlos Eduardo passera aussi devant la Commission de Discipline pour un mauvais tacle sur Daniel Congré contre Montpellier. Avant le déplacement chez le leader lyonnais, Nice se devait de gagner contre l'EA Guingamp, concurrent au maintien. Mais tout n'allait pas être rose pour les hommes de Claude Puel car une énième défaite 2-1 arrive. Dans la semaine, un incident à l'entraînement allait se passer car une cinquantaine de supporters sont entrés sur le terrain d'entraînement, pourtant à huis clos, pour exprimer leur mécontentement au vu des prestations négatives des Aiglons. Un incident qui allait les "secouer" car le déplacement à Lyon arrivait et, là ou personne ne les attendait, les Aiglons l'ont fait. Ils décrochent une importante victoire contre l'Olympique lyonnais 2 buts à 1, avec l'ouverture du score de l'inévitable Carlos Eduardo qui va effectuer une superbe retournée à l'issue d'un corner de Bauthéac. Le capitaine des Gones, Maxime Gonalons, allait égaliser en seconde mi-temps sur penalty mais, à la 87e minute, Bakary Koné provoque une faute dans la surface sur Alassane Pléa et, c'est Valentin Eysseric qui donnera l'avantage au Gym après avoir trompé le gardien lyonnais Anthony Lopes. 3 points très importants pour le maintien qu'il faudra confirmer dès le mois d'avril, à domicile, contre l'Évian Thonon Gaillard Football Club après la mini-trêve internationale de 15 jours.
Avril. Retour de la mini-trêve internationale où plusieurs Aiglons étaient partis dans diverses sélections, à l'image de Lloyd Palun parti pour le Gabon ou encore Jordan Amavi et Mouez Hassen tous deux convoqués en Équipe de France Espoirs (où ils ont joué un match entier face à l'Estonie Espoirs gagné par la France 6-0). L'OGC Nice se prépare à accueillir l'Évian Thonon Gaillard Football Club à domicile, avec un blessé (Didier Digard) et quatre suspendus (Alassane Pléa, Lloyd Palun, Souleymane Diawara et Carlos Eduardo) habituellement titulaires. Claude Puel présente une équipe composée de doublures et de changements de poste, comme Niklas Hult qui remplace Digard, Valentin Eysseric qui change de poste pour remplacer Eduardo, Grégoire Puel qui remplace Palun et Saïd Benrahma - grande surprise - qui compense le changement de poste d'Eysseric. Alexy Bosetti fait son retour à la pointe de l'attaque. Le match commence et les savoyards attaquent forts car, dès la 7e minute, Simon Pouplin provoque un penalty et se rattrape de sa faute car il arrête le pénalty tiré par Daniel Wass. Mais ce sont bien les joueurs de Pascal Dupraz qui vont ouvrir le score grâce à leur défenseur prêté par Galatasaray Spor Kulübü (football), Dany Nounkeu, sur un coup franc tiré par Daniel Wass. Les Aiglons pensent se retrouver menés à la pause, mais dans le temps additionnel, Eysseric lance Benrahma - qui fête sa première titularisation de la saison, lui qui évolue habituellement avec la réserve - qui efface Jesper Juelsgård à l'entrée de la surface, grâce à sa vitesse et à ses dribbles, et sert magnifiquement Bosetti qui marque son 5e but de la saison et qui montre à l'entraîneur qu'il pouvait compter sur lui. Au retour de la pause, Alexy Bosetti est lancé sur une contre-attaque et tire sur le gardien Benjamin Leroy, qui repousse difficilement sur le tireur qui passe - d'une aile de pigeon - le ballon à Eysseric qui n'a plus qu'à pousser le ballon au fonds des filets et qui marque son 2e but en 2 matchs, ses seuls buts de la saison. Le Gym croît tenir les 3 points mais dans les 10 minutes restantes du temps réglementaire, sur une frappe de Thomasson, le défenseur niçois Kévin Gomis détourne le ballon de la tête dans ses propres filets et le match en restera là. 2-2. Un bon point de pris pour le maintien, mais tout de même 2 points de perdus. La journée suivante allait voir s'affronter un Gym revanchard de son nul face à Evian et un autre concurrent pour le maintien : le Stade de Reims, qui vient tout juste de changer d'entraîneur et qui voudrait bien prendre les 3 points pour, comme Nice, assurer, au plus vite, le maintien. Nice, restant sur 1 victoire contre Lyon et un nul contre Evian, voudrait bien prolonger sa série de 3 matchs sans défaite à Reims. Surtout que la semaine précédant le déplacement fut marqué par des problèmes extra-sportifs, tels que la mise en détention provisoire de Souleymane Diawara à la prison des Baumettes, à Marseille, pour avoir tenté de se faire justice lui-même dans une affaire d'escroquerie, et les incidents lors du match Nice-Evian qui a contraint la Ligue à imposer une fermeture provisoire de la tribune Populaire Sud. Malheureusement, cette fermeture tombe mal pour les supporters puisque c'est pour la réception du Paris Saint-Germain qu'ils vont payer les incidents. Le match contre Reims marque la seconde titularisation de suite du jeune Saïd Benrahma, qui sera l'homme du match pour avoir inscrit le seul but de la rencontre - de la tête - sur un bon centre d'Eysseric dès la 4e minute de jeu. 3 points précieux qui vont permettre au Gym d'assurer petit à petit le maintien même si la réception du Paris SG se profile. Après leur défaite (3-1) contre le FC Barcelone, les Parisiens auront à cœur de battre Nice pour s'assurer un titre de champion de France à la fin de la saison et bien se préparer au match retour contre le Barça en Ligue des Champions, malgré les suspensions (Zlatan Ibrahimović, Marco Verratti) et les blessures (Thiago Motta, Thiago Silva) de cadres importants. Nice devra faire sans Éric Bauthéac, suspendu pour accumulation de cartons jaunes, mais enregistre le retour de blessure du capitaine Didier Digard, et le retour de suspension de Carlos Eduardo, qui a purgé ses deux matchs de suspension à la suite d'un mauvais tacle sur Congré lors du déplacement à Montpellier. Une équipe de Nice presque type (suspension de Bauthéac) se présente face à Paris, avec la troisième titularisation de suite de Saïd Benrahma, auteur encore une fois d'un très bon match. Le Gym fait une très bonne première mi-temps privant Paris de ballon, grâce à une superbe performance collective. Mais ce sont les Parisiens qui vont ouvrir le score grâce à Javier Pastore qui s'introduit dans la défense niçoise et remporte son un-contre-un face à Simon Pouplin. La mi-temps approche, mais le Gym va égaliser juste avant la pause grâce au capitaine Mathieu Bodmer, qui marque son 2e but de la saison. Et le Gym va baisser physiquement et couler petit-à-petit même si Carlos Eduardo met la pression sur un Sirigu qui réussit à enchaîner plusieurs arrêts depuis le début du match et prive Nice d'un 2e but. C'est Pastore qui mettra le doublé avec un but en deux temps, après un arrêt de Pouplin qui remet le ballon dans les pieds de l'Argentin qui n'avait plus qu'à mettre le ballon au fond des filets. Nice encaissera un dernier but sur pénalty, qui a été provoqué par Jordan Amavi et transformé par Edinson Cavani. 3-1 score final. L'OGC Nice espère se rattraper au prochain match où l'attend un déplacement à Rennes pour y affronter le Stade rennais football club, équipe décomplexée qui reste sur un match nul à Monaco avec une place de 9e au classement. Claude Puel fera sans Jordan Amavi, qui ratera son premier match de la saison pour cause de suspension, Souleymane Diawara, qui est toujours en détention provisoire du côté de Marseille, Saïd Benrahma (19 ans), homme en forme du mois d'avril du côté du Gym avec 1 but et 2 passes décisives en 3 matchs de L1 qui s'est blessé à l'entraînement probablement jusqu'à la fin de saison, Mahamane Traoré qui est en phase de reprise, avec Julien Vercauteren et Mouez Hassen (20 ans), non retenu dans le groupe au profit de Joris Delle. Le match débute bien avec un but dès la 22e minute pour le Gym inscrit par l'homme en forme de cette année 2015, Éric Bauthéac. A la mi-temps, le Gym mène dans le jeu (et logiquement au score) mais, au retour des vestiaires, la tâche va se compliquer avec des Rennais qui comptent bien revenir au score. Et c'est chose faite, car à la 46e minute de jeu, sur un service de Kamil Grosicki, Sanjin Prcić inscrit le premier but de sa carrière en Ligue 1 (Sochaux, Rennes) sous les jambes d'un Simon Pouplin qui se blessera quelques minutes après sur un mauvais dégagement. Blessé aux quadriceps, il est remplacé par Joris Delle qui effectue son retour sur les terrains de L1 après les avoir quittés il y a deux ans (prêt au Cercle de Bruges la saison dernière, rupture des ligaments croisés en début de saison). Entre-temps, Éric Bauthéac se voit refuser un 2nd but pour une faute (inexistante, d'après les ralentis) sur Romain Danzé. Le Gym tient bien la fin de match et se dirige vers le nul mais, dans le temps additionnel, Anders Konradsen centre et son ballon arrive directement dans la lucarne de Delle. Fin du match et le Gym repartira de Rennes frustré mais dans l'obligation de s'imposer lors de son prochain match à domicile contre le Stade Malherbe de Caen pour assurer le maintien.
Mai. Le Gym attaque la dernière ligne droite. Il faut assurer le maintien et espérer une place au classement dans les 10 premiers de L1. Il affrontera, dès le prochain match, à domicile, le Stade Malherbe de Caen, qui reste sur 3 matchs perdus d'affilée et qui reste un concurrent au maintien tout comme Nice. Il faudra faire sans Simon Pouplin (blessé aux quadriceps lors du dernier match), Mahamane Traoré (qui devrait reprendre dès le match qui suit, il était blessé depuis le début de la saison) et Julien Vercauteren (« qui a un problème au mollet » selon les dires de l'entraîneur). Caen, de son côté, devra faire sans Bazile et Féret qui sont 2 joueurs-clés de l'équipe de Patrice Garande. Claude Puel choisit de titulariser, pour ce match, Alexy Bosetti à la pointe de l'attaque. De ce fait, Alassane Pléa descend d'un cran et joue en tant qu'ailier droit. Mouez Hassen retrouve sa place dans les cages après la blessure de Simon Pouplin lors du dernier match. Caen affiche une équipe pleine d'ambition pour décrocher le maintien, et de ce fait, ouvre le score par l'intermédiaire de Nicolas Benezet. Le Gym trouve finalement les cages adverses grâce à une récupération de balle du capitaine Didier Digard qui passe à Éric Bauthéac. Ce dernier centre fort sur Alassane Pléa qui, en reprise de volée, met le ballon sur la tête de Carlos Eduardo. Le brésilien la dévie dans les cages et inscrit son 10e but cette saison. Le score en restera là, 1-1. Un point qui assure quasiment le maintien pour l'OGC Nice.

### Coupe de la Ligue
29 octobre 2014. 16e de finales de la Coupe de la Ligue et entrée en lice des clubs de L1. L'OGC Nice affronte le FC Metz à domicile (malgré un huis clos partiel du stade). Simon Pouplin joue son premier match de la saison avec le Gym, lui qui est gardien no 2 derrière Mouez Hassen en Ligue 1. Neal Maupay est aussi titulaire pour la première fois de la saison à la pointe de l'attaque à la place de Darío Cvitanich. Le match commence très mal pour les Aiglons qui encaissent 3 buts après 20 minutes de jeu. 20e minute de jeu où Maupay réduit l'écart pour le Gym, suivi de Alexy Bosetti (37e). 3-2 à la mi-temps et la qualification qui n'est toujours pas acquise pour les hommes de Claude Puel. On joue la 88e minute de jeu et pénalty pour l'OGC Nice. Cvitanich a fait son entrée en jeu à la place de Maupay et le but de l'égalisation, qui signifie que le Gym jouera les prolongations, ne donne toujours pas satisfaction aux joueurs qui vont devoir jouer encore une demi-heure pour tenter de se départager et de se qualifier aux dépens du FC Metz. 120e minute de jeu. Le vainqueur n'est toujours pas désigné, place aux tirs au but. Bodmer, Cvitanich et Bosetti ratent leurs pénaltys ainsi que Malouda à Metz. Mais, même si Pléa et Eysseric ont inscrit leurs tirs au but, Nice ne se qualifie pas et arrête son parcours en Coupe de la Ligue là ou elle l'a commencé. La déception chez les joueurs, le staff et les supporters est grande.

### Coupe de France
Samedi 3 janvier 2015. 32èmes de finale de la Coupe de France et entrée en lice des clubs de L1. Premier match officiel de l'année civile 2015 pour les joueurs de Claude Puel. L'OGC Nice n'a plus que la Coupe de France pour essayer de remporter une coupe cette saison car le club s'est fait éliminer en Coupe de la Ligue au début de la saison par le FC Metz. Cette fois-ci, c'est un club de la division inférieure que les Aiglons vont affronter : le Valenciennes Football Club. Une tâche qui s'annonce plus facile pour le Gym mais qui, vu leur niveau de jeu, ne la sera pas. Les joueurs se font piéger par 2 buts coup sur coup dans le premier quart d'heure de jeu et donc une cruelle défaite 2-0 pour les hommes de Puel. Les joueurs n'ont plus que le championnat pour espérer monter le plus haut possible au classement

## Effectif professionnel actuel
L'effectif professionnel de la saison 2014-2015 est entraîné par Claude Puel assisté de son adjoint Frédéric Gioria et de son adjoint chargé des attaquants Guy Mengual, anciennement entraîneur des U19. L'entraîneur des gardiens est Lionel Letizi. Le préparateur physique est Alexandre Dellal.

## Transferts

### Mercato d'été
| Date          | Nom                    | Nationalité | Modalité                   | Provenance/Destination   | Division             |
| ------------- | ---------------------- | ----------- | -------------------------- | ------------------------ | -------------------- |
| Arrivées      |                        |             |                            |                          |                      |
| 19 mai        | Niklas Hult            | Suède       | Transfert (0,8 M€ - 3 ans) | IF Elfsborg              | Allsvenskan          |
| 19 mai        | Julien Vercauteren     | Belgique    | Transfert (0,4 M€ - 3 ans) | Lierse SK                | Jupiler Pro League   |
| 30 juin       | Joris Delle            | France      | Retour de prêt             | Cercle Bruges KSV        | Jupiler Pro League   |
| 30 juin       | Stéphane Bahoken       | France      | Retour de prêt             | St. Mirren FC            | Scottish Premiership |
| 5 août        | Souleymane Diawara     | Sénégal     | Transfert (Libre - 1 an)   | Olympique de Marseille   | Ligue 1              |
| 7 août        | Simon Pouplin          | France      | Transfert (Libre - 1 an)   | FC Sochaux               | Ligue 2              |
| 27 août       | Alassane Pléa          | France      | Transfert (0,4 M€ - 1 an)  | Olympique lyonnais       | Ligue 1              |
| 1er septembre | Carlos Eduardo         | Brésil      | Prêt (1 an)                | FC Porto                 | Liga Sagres          |
| Départs       |                        |             |                            |                          |                      |
| 30 mai        | Christian Brüls        | Belgique    | Retour de prêt             | KAA La Gantoise          | Jupiler Pro League   |
| 11 juin       | Nemanja Pejčinović     | Serbie      | Fin de contrat             | Lokomotiv Moscou         | Premier-Liga         |
| 23 juin       | Jordan Astier          | France      | Prêt (1 an)                | EFC Fréjus Saint-Raphaël | National             |
| 23 juin       | Alexandre Mendy        | France      | Prêt (1 an)                | Nîmes Olympique          | Ligue 2              |
| 30 juin       | Fabrice Abriel         | France      | Fin de contrat             | Valenciennes FC          | Ligue 2              |
| 30 juin       | Luigi Bruins           | Pays-Bas    | Fin de contrat             | Excelsior Rotterdam      | Eiredivsie           |
| 24 juillet    | Stéphane Bahoken       | France      | Transfert (Libre - 3 ans)  | RC Strasbourg            | National             |
| 27 juillet    | David Ospina           | Colombie    | Transfert (4,4 M€ - 5 ans) | Arsenal FC               | Premier League       |
| 11 août       | Lucas Rougeaux         | France      | Prêt (1 an)                | EFC Fréjus Saint-Raphaël | National             |
| 25 août       | Jérémy Pied            | France      | Prêt (1 an)                | EA Guingamp              | Ligue 1              |
| 29 août       | Timothée Kolodziejczak | France      | Transfert (4 M€ - 4 ans)   | FC Séville               | Liga BBVA            |

### Mercato d'hiver
| Date      | Nom             | Nationalité | Modalité  | Provenance/Destination | Division         |
| --------- | --------------- | ----------- | --------- | ---------------------- | ---------------- |
| Départs   |                 |             |           |                        |                  |
| 7 janvier | Darío Cvitanich | Argentine   | Transfert | CF Pachuca             | Primera División |

## Saison 2014-2015

### Équipementier et sponsors
L'OGC Nice a pour équipementier la marque suisse Burrda.
Parmi les sponsors de l'OGC Nice figurent Les Mutuelles du Soleil, la métropole Nice Côte d'Azur, Pizzorno Environnement, et Rémanence.
À partir du 24 septembre 2014, le site de paris en ligne NetBet devient partenaire de l'OGC Nice.

### Derbys de la saison

#### Championnat
| Club                   | Aller     | Total | Retour    | Club      |
| ---------------------- | --------- | ----- | --------- | --------- |
| Olympique de Marseille | 4-0 (J4)  | 5-2   | 1-2 (J22) | OGC Nice  |
| AS Monaco FC           | 0-1 (J8)  | 1-1   | 1-0 (J26) | OGC Nice  |
| OGC Nice               | 0-1 (J10) | 1-3   | 1-2 (J28) | SC Bastia |

### Classements

#### Général
| Rang | Équipe                      | Pts | J  | G  | N  | P  | Bp | Bc | Diff |
| ---- | --------------------------- | --- | -- | -- | -- | -- | -- | -- | ---- |
| 1    | Paris Saint-Germain T S C L | 83  | 38 | 24 | 11 | 3  | 83 | 36 | +47  |
| 2    | Olympique lyonnais          | 75  | 38 | 22 | 9  | 7  | 72 | 33 | +39  |
| 3    | AS Monaco FC                | 71  | 38 | 20 | 11 | 7  | 51 | 26 | +25  |
| 4    | Olympique de Marseille      | 69  | 38 | 21 | 6  | 11 | 76 | 42 | +34  |
| 5    | AS Saint-Étienne            | 69  | 38 | 19 | 12 | 7  | 51 | 30 | +21  |
| 6    | FC Girondins de Bordeaux    | 63  | 38 | 17 | 12 | 9  | 47 | 44 | +3   |
| 7    | Montpellier HSC             | 56  | 38 | 16 | 8  | 14 | 46 | 39 | +7   |
| 8    | Lille OSC                   | 56  | 38 | 16 | 8  | 14 | 43 | 42 | +1   |
| 9    | Stade rennais FC            | 50  | 38 | 13 | 11 | 14 | 35 | 42 | -7   |
| 10   | EA Guingamp                 | 49  | 38 | 15 | 4  | 19 | 41 | 55 | -14  |
| 11   | OGC Nice                    | 48  | 38 | 13 | 9  | 16 | 44 | 53 | -9   |
| 12   | SC Bastia                   | 47  | 38 | 12 | 11 | 15 | 37 | 46 | -9   |
| 13   | SM CaenP                    | 46  | 38 | 12 | 10 | 16 | 54 | 55 | -1   |
| 14   | FC Nantes                   | 45  | 38 | 11 | 12 | 15 | 29 | 40 | -11  |
| 15   | Stade de Reims              | 44  | 38 | 12 | 8  | 18 | 47 | 66 | -19  |
| 16   | FC Lorient                  | 43  | 38 | 12 | 7  | 19 | 44 | 50 | -6   |
| 17   | Toulouse FC                 | 42  | 38 | 12 | 6  | 20 | 43 | 64 | -21  |
| 18   | Évian Thonon Gaillard FC    | 37  | 38 | 11 | 4  | 23 | 41 | 62 | -21  |
| 19   | FC MetzP                    | 30  | 38 | 7  | 9  | 22 | 31 | 61 | -30  |
| 20   | RC LensP                    | 29  | 38 | 7  | 8  | 23 | 32 | 61 | -29  |

Qualifications européennes
Ligue des champions 2015-2016
- 1er et 2e du championnat : phase de groupes
- 3e du championnat : troisième tour pour non-champions

Ligue Europa 2015-2016
- 4e du championnat : phase de groupes
- 5e et 6e du championnat : troisième tour de qualification

Relégation en Ligue 2 2015-2016
- 18e, 19e et 20e du championnat

Abréviations
- T : Tenant du titre
- C : Vainqueur de la Coupe de France 2015
- L : Vainqueur de la Coupe de la Ligue 2015
- S : Vainqueur du Trophée des champions 2014
- P : Promus de Ligue 2 2013-2014

#### Domicile/Extérieur
Source : Classement domicile et Classement extérieur sur LFP.fr.

| Rang | Équipe                   | Pts | J  | G  | N | P  | Bp | Bc | Diff |
| ---- | ------------------------ | --- | -- | -- | - | -- | -- | -- | ---- |
| 1    | Paris Saint-Germain FC   | 49  | 19 | 15 | 4 | 0  | 52 | 14 | +38  |
| 2    | Olympique lyonnais       | 45  | 19 | 14 | 3 | 2  | 40 | 11 | +29  |
| 3    | AS Saint-Étienne         | 41  | 19 | 12 | 5 | 2  | 32 | 11 | +21  |
| 4    | Olympique de Marseille   | 41  | 19 | 13 | 2 | 4  | 40 | 22 | +18  |
| 5    | FC Girondins de Bordeaux | 41  | 19 | 12 | 5 | 2  | 31 | 23 | +8   |
| 6    | Lille OSC                | 38  | 19 | 11 | 5 | 3  | 26 | 12 | +14  |
| 7    | Montpellier HSC          | 35  | 19 | 11 | 2 | 6  | 30 | 21 | +9   |
| 8    | AS Monaco FC             | 33  | 19 | 8  | 9 | 2  | 23 | 10 | +13  |
| 9    | SC Bastia                | 31  | 19 | 8  | 7 | 4  | 24 | 18 | +6   |
| 10   | Toulouse FC              | 30  | 19 | 8  | 6 | 5  | 28 | 29 | -1   |
| 11   | Stade rennais FC         | 29  | 19 | 8  | 5 | 6  | 22 | 22 | 0    |
| 12   | FC Nantes                | 28  | 19 | 7  | 7 | 5  | 17 | 17 | 0    |
| 13   | En Avant de Guingamp     | 28  | 19 | 9  | 1 | 9  | 23 | 25 | -2   |
| 14   | Stade de Reims           | 27  | 19 | 8  | 3 | 8  | 24 | 29 | -5   |
| 15   | SM Caen                  | 24  | 19 | 7  | 3 | 9  | 26 | 25 | +1   |
| 16   | OGC Nice                 | 24  | 19 | 6  | 6 | 7  | 21 | 24 | -3   |
| 17   | FC Lorient               | 23  | 19 | 6  | 5 | 8  | 17 | 17 | 0    |
| 18   | Évian Thonon Gaillard FC | 23  | 19 | 7  | 2 | 10 | 20 | 25 | -5   |
| 19   | FC Metz                  | 22  | 19 | 6  | 4 | 9  | 26 | 32 | -6   |
| 20   | RC Lens                  | 19  | 19 | 5  | 4 | 10 | 14 | 24 | -10  |

| Rang | Équipe                   | Pts | J  | G  | N | P  | Bp | Bc | Diff |
| ---- | ------------------------ | --- | -- | -- | - | -- | -- | -- | ---- |
| 1    | AS Monaco FC             | 38  | 19 | 12 | 2 | 5  | 28 | 16 | +12  |
| 2    | Paris Saint-Germain FC   | 34  | 19 | 9  | 7 | 3  | 31 | 22 | +9   |
| 3    | Olympique lyonnais       | 30  | 19 | 8  | 6 | 5  | 32 | 22 | +10  |
| 4    | Olympique de Marseille   | 28  | 19 | 8  | 4 | 7  | 36 | 20 | +16  |
| 5    | AS Saint-Étienne         | 28  | 19 | 7  | 7 | 5  | 19 | 19 | 0    |
| 6    | OGC Nice                 | 24  | 19 | 7  | 3 | 9  | 23 | 29 | -6   |
| 7    | SM Caen                  | 22  | 19 | 5  | 7 | 7  | 28 | 30 | -2   |
| 8    | FC Girondins de Bordeaux | 22  | 19 | 5  | 7 | 7  | 16 | 21 | -5   |
| 9    | Montpellier HSC          | 21  | 19 | 5  | 6 | 8  | 16 | 18 | -2   |
| 10   | Stade rennais FC         | 21  | 19 | 5  | 6 | 8  | 13 | 20 | -7   |
| 11   | En Avant de Guingamp     | 21  | 19 | 6  | 4 | 9  | 18 | 30 | -12  |
| 12   | FC Lorient               | 20  | 19 | 6  | 2 | 11 | 27 | 33 | -6   |
| 13   | Lille OSC                | 18  | 19 | 5  | 3 | 11 | 17 | 30 | -13  |
| 14   | FC Nantes                | 17  | 19 | 4  | 5 | 10 | 12 | 23 | -11  |
| 15   | Stade de Reims           | 17  | 19 | 4  | 5 | 10 | 23 | 36 | -13  |
| 16   | SC Bastia                | 16  | 19 | 4  | 4 | 11 | 13 | 28 | -15  |
| 17   | Évian Thonon Gaillard FC | 14  | 19 | 4  | 2 | 13 | 21 | 37 | -16  |
| 18   | Toulouse FC              | 12  | 19 | 4  | 0 | 15 | 15 | 35 | -20  |
| 19   | RC Lens                  | 10  | 19 | 2  | 4 | 13 | 18 | 37 | -19  |
| 20   | FC Metz                  | 8   | 19 | 1  | 5 | 13 | 5  | 29 | -24  |

#### Résultats par journée
| Journée   | 01 | 02 | 03 | 04  | 05  | 06  | 07  | 08 | 09 | 10  | 11 | 12  | 13  | 14  | 15  | 16  | 17  | 18  | 19  | 20  | 21  | 22 | 23 | 24 | 25 | 26 | 27  | 28  | 29  | 30  | 31  | 32  | 33  | 34  | 35  | 36  | 37  | 38  |
| --------- | -- | -- | -- | --- | --- | --- | --- | -- | -- | --- | -- | --- | --- | --- | --- | --- | --- | --- | --- | --- | --- | -- | -- | -- | -- | -- | --- | --- | --- | --- | --- | --- | --- | --- | --- | --- | --- | --- |
| Terrain   | D  | E  | D  | E   | D   | E   | D   | E  | D  | D   | E  | D   | E   | D   | E   | D   | E   | D   | E   | D   | E   | D  | E  | D  | E  | D  | E   | D   | D   | E   | D   | E   | D   | E   | D   | E   | D   | E   |
| Résultats | V  | N  | D  | D   | V   | D   | V   | V  | N  | D   | V  | D   | D   | N   | D   | D   | V   | N   | D   | V   | V   | V  | N  | N  | N  | D  | D   | D   | D   | V   | N   | V   | D   | D   | N   | D   | V   | V   |
| Points    | 3  | 4  | 4  | 4   | 7   | 7   | 10  | 13 | 14 | 14  | 17 | 17  | 17  | 18  | 18  | 18  | 21  | 22  | 22  | 25  | 28  | 31 | 32 | 33 | 34 | 34 | 34  | 34  | 34  | 37  | 38  | 41  | 41  | 41  | 42  | 42  | 45  | 48  |
| Place     | 4e | 4e | 9e | 16e | 11e | 17e | 12e | 5e | 9e | 13e | 7e | 10e | 12e | 11e | 11e | 14e | 11e | 12e | 12e | 12e | 10e | 8e | 8e | 8e | 9e | 9e | 13e | 15e | 16e | 12e | 13e | 10e | 11e | 12e | 13e | 15e | 12e | 11e |

Source : lfp.fr (Ligue de football professionnel)
Terrain : D = Domicile ; E = Extérieur. Résultat : D = Défaite ; N = Nul ; V = Victoire.

### Statistiques diverses

#### Meilleurs buteurs
Ligue 1
|    | Buteur            | Buts |
| -- | ----------------- | ---- |
| 1  | Carlos Eduardo    | 10   |
| 2  | Éric Bauthéac     | 8    |
| 3  | Alexy Bosetti     | 5    |
| 4  | Jordan Amavi      | 4    |
| 5  | Darío Cvitanich   | 3    |
| 6  | Alassane Pléa     | 3    |
| 7  | Valentin Eysseric | 2    |
| 8  | Mathieu Bodmer    | 2    |
| 9  | Romain Genevois   | 1    |
| 10 | Niklas Hult       | 1    |
| 11 | Lloyd Palun       | 1    |
| 12 | Grégoire Puel     | 1    |
| 13 | Saïd Benrahma     | 1    |
| 14 | Didier Digard     | 1    |
| 15 | Neal Maupay       | 1    |

Coupe de la Ligue
|   | Buteur          | Buts |
| - | --------------- | ---- |
| 1 | Neal Maupay     | 1    |
| 2 | Alexy Bosetti   | 1    |
| 3 | Darío Cvitanich | 1    |

#### Meilleurs passeurs
|    | Buteur             | Passes |
| -- | ------------------ | ------ |
| 1  | Alassane Pléa      | 7      |
| 2  | Éric Bauthéac      | 4      |
| 3  | Valentin Eysseric  | 4      |
| 4  | Carlos Eduardo     | 4      |
| 5  | Jérémy Pied        | 1      |
| 6  | Romain Genevois    | 1      |
| 7  | Grégoire Puel      | 1      |
| 8  | Didier Digard      | 1      |
| 9  | Julien Vercauteren | 1      |
| 10 | Alexy Bosetti      | 1      |
| 11 | Saïd Benrahma      | 1      |

#### Aiglon du mois
Chaque mois, les internautes élisent le meilleur joueur du mois écoulé sur le site officiel du club.
| Mois      | Joueur             |
| --------- | ------------------ |
| Août      | Alexy Bosetti      |
| Septembre | Jordan Amavi       |
| Octobre   | Carlos Eduardo     |
| Novembre  | Jordan Amavi (2)   |
| Décembre  | Jordan Amavi (3)   |
| Janvier   | Éric Bauthéac      |
| Février   | Souleymane Diawara |
| Mars      | Carlos Eduardo (2) |
| Avril     | Simon Pouplin      |
| Mai       | Éric Bauthéac (2)  |

### Autres

#### Buts
- Premier but de la saison : Darío Cvitanich   23e lors de OGC Nice - Toulouse FC, le 9 août 2014.
- Premier penalty : Éric Bauthéac   64e (pen.) lors de SM Caen - OGC Nice, le 6 décembre 2014.
- Premier doublé : Darío Cvitanich à la   23e puis à la   63e lors de OGC Nice - Toulouse FC, le 9 août 2014.
- Premier quintuplé : Carlos Eduardo   12e   26e   43e   50e   64e lors de OGC Nice - En Avant Guingamp, le 26 octobre 2014.
- But le plus rapide d'une rencontre : Saïd Benrahma   4e lors de Stade de Reims - OGC Nice, le 12 avril 2015.
- But le plus tardif d'une rencontre : Alexy Bosetti   90+4e lors de OGC Nice - FC Metz, le 13 septembre 2014.
- Plus grand nombre de buts dans une rencontre par un joueur : 5 buts.
  - Carlos Eduardo   12e   26e   43e   50e   63e lors de OGC Nice - En Avant Guingamp, le 26 octobre 2014.
- Plus grande marge : 5 buts
  - En Avant Guingamp 2 - 7 OGC Nice, le 26 octobre 2014.
- Plus grand nombre de buts marqués : 7 buts
  - En Avant Guingamp 2 - 7 OGC Nice, le 26 octobre 2014.
- Plus grand nombre de buts marqués en une mi-temps : 4 buts
  - En Avant Guingamp 2 - 7 OGC Nice, le 26 octobre 2014.

#### Discipline
- Premier carton jaune : Franck Honorat  35e lors de FC Lorient - OGC Nice, le 16 août 2014.
- Premier carton rouge : Carlos Eduardo ,  38e lors de OGC Nice - ASSE, le 14 décembre 2014.
- Carton jaune le plus rapide : Jordan Amavi  31e lors de OGC Nice - Girondins de Bordeaux, le 23 août 2014.
- Carton jaune le plus tardif : Mouez Hassen  90+1e lors de FC Lorient - OGC Nice, le 16 août 2014.
- Carton rouge le plus rapide : Carlos Eduardo ,  38e lors de OGC Nice - ASSE, le 14 décembre 2014.
- Carton rouge le plus tardif : Souleymane Diawara ,  82e lors de SC Bastia - OGC Nice, le 7 mars 2015.

- Plus grand nombre de cartons jaunes dans un match : 5 cartons (Nampalys Mendy, Kévin Gomis, Souleymane Diawara, Vincent Koziello et Valentin Eysseric pour Nice) lors de OGC Nice - AS Monaco FC, le 20 février 2015.
- Plus grand nombre de cartons rouges dans un match : 2 cartons (Grégoire Puel à la 43e et Souleymane Diawara à la 82e) lors de OGC Nice - SC Bastia, le 7 mars 2015.